# Гомес, Майкл
Майкл Гомес (англ. Michael Gomez, при рождении Майкл Армстронг, 21 июня 1977, Лонгфорд, Ирландия) — профессиональный ирландский боксёр, выступавший в лёгкой, полулёгкой и второй полулёгкой весовых категориях. В ходе карьеры владел несколькими чемпионскими поясами: был интерконтинентальным чемпионом в полулёгком весе по версии МБФ, во втором полулёгком — BBBofC, ВБО, ВБА и ВБС.

## Биография
Майкл Гомес родился в семье ирландских путешественников, детство провёл в Дублине, но в возрасте девяти лет вместе с родителями переехал жить в Манчестер. Сравниваемый с Джонни Тапиа, Гомес вёл себя на ринге крайне агрессивно, многие из его боёв удостоились неоднозначных отзывов. В силу своего темперамента боксёр проигрывал проходные поединки с новичками и вытягивал победу в самых сложных боях с фаворитами. С февраля 2001 года по март 2008-го Гомес провёл 17 матчей, 16 из которых завершились нокаутами. Пристрастие к алкоголю, а также пренебрежительное отношение к тренировкам и диете, в 2001 году привели его к сокрушительному поражению в матче против венгерского боксёра Лазло Богнара.
Одну из важнейших побед Гомес одержал в 2003 году в матче против Алекса Артура, когда пытался завоевать звание чемпиона мира во втором полулёгком весе — нокаутирующим ударом Артур был сражён в пятом раунде. В 2006 году потерпел скандальное поражение от Питера Макдонаха, в один из моментов боксёр просто опустил защиту и ушёл с ринга, отметив позже, что решил таким образом завершить карьеру. После перерыва в пятнадцать месяцев он всё-таки вернулся и 21 июня 2008 года принял участие в поединке против серебряного медалиста Олимпийских игр Амира Хана. В пятом раунде судьи остановили матч и признали за Ханом победу техническим нокаутом.
В 2009 году провёл последний поединок, в котором проиграл нокаутом британцу, Рикки Бернсу.